# Novotersneanske, Vasîlkivka
Novotersneanske (în ucraineană Новотерснянське) este un sat în comuna Debalțeve din raionul Vasîlkivka, regiunea Dnipropetrovsk, Ucraina.

## Demografie
Componența lingvistică a localității Novotersneanske
     Ucraineană (100%)
Conform recensământului din 2001, toată populația localității Novotersneanske era vorbitoare de ucraineană (100%).